# Uniwersytet Amazonii
Uniwersytet Amazonii (Universidad de la Amazonia) – kolumbijska publiczna uczelnia, zlokalizowana we Florencii.
Uczelnia wywodzi się z Instituto Tecnológico Surcolombiana University (ITUSCO) z centralą w Neivie. W 1971 roku ITUSCO utworzyło we Florencii wydział zamiejscowy, na którym nauczano matematyki, nauk społecznych, księgowości oraz geodezji. W 1982 roku ośrodek ten uzyskał status samodzielnego uniwersytetu.

## Źródła
- Historia na stronie uczelni